# Залив счастья
«Залив счастья» — советский фильм 1987 года режиссёра Владимира Лаптева.

## Сюжет
Биографический фильм о жизни и деятельности адмирала Геннадия Невельского — учёного, исследователя, первопроходца Дальнего Востока. Получив приказ доставить провиант из Кронштадта в Петропавловск-Камчатский, он в 1849 году обогнул земной шар на парусном судне «Байкал» и по собственной инициативе исследовал Южное побережье Охотского моря, Сахалин и низовья Амура.

## В ролях
- Сергей Сазонтьев — Невельской
- Ирина Мазуркевич — Невельская
- Александр Романцов — Н. Н. Муравьев-Амурский
- Леонид Анисимов — Орлов
- Владимир Осипчук — Бошняк
- Эрнст Романов — Николай I
- Хейно Мандри — Нессельроде
- Касым Джакибаев — Позвейн
- Олег Корчиков — Кашеваров
- Рейн Коткас — Дэвид Стюард
- Анжелика Неволина — Ольга
- Ольга Агапова — Саша
- Марина Фогелева — Маша

### В эпизодах
А. Алексеев, А. Белых, Б. Варавин, С. Данченко, М. Деткова, А. Калашников, семья Ким, О. Колосовская, А. Кондинко, Е. Миненко, О. Русецкая, А. Серебрянский, Ю. Томашевский, Л. Тывус, Спартак Федотов, А. Эстрин.

## Съёмочная группа
- Режиссёр — Владимир Лаптев
- Сценарист — Марина Шептунова
- Оператор — Анатолий Лесников
- Художник — Вячеслав Панфилов
- Композитор — Владимир Лебедев
- Звукорежиссёр — Маргарита Томилова
- Монтаж — Раиса Шамрай